# Wiązowna
Wiązowna .– wieś w Polsce położona w województwie mazowieckim, w powiecie otwockim, siedziba gminy Wiązowna.
| SIMC    | Nazwa              | Rodzaj    |
| ------- | ------------------ | --------- |
| 1057775 | Annopol            | część wsi |
| 1057841 | Piekło             | część wsi |
| 1057864 | Płachta            | część wsi |
| 0010116 | Wiązowna Kościelna | część wsi |
| 1058036 | Zdroja             | część wsi |

Wieś dzieli się na trzy sołectwa: Wiązownę Gminną (871 mieszkańców), Wiązownę Kościelną (1478 mieszkańców) oraz Osiedle Parkowe (141 mieszkańców).
Wieś jest siedzibą Kościoła rzymskokatolickiej parafii św. Wojciecha Biskupa i Męczennika w Wiązownie. W Wiązownie Kościelnej przy ulicy Kościelnej znajduje się kościół, wybudowany w latach 1794–1797.
Wieś szlachecka Wiezowno położona była w 1580 roku w powiecie warszawskim ziemi warszawskiej województwa mazowieckiego. W latach 1975–1998 miejscowość administracyjnie należała do województwa warszawskiego.
Bogactwem Wiązowny jest przyroda; ponad 70% obszaru całej gminy objęte jest różnego rodzaju formami ochrony (rezerwaty przyrody, Mazowiecki Park Krajobrazowy itp.). Obszary chronionego krajobrazu, które obejmują swoim zasięgiem większość terenów leśnych, łąkowych i polnych, położone są w centralnej i południowej części gminy. Ochroną objęte są również rzeki Świder i Mienia wraz z dolinami (pow. 238 ha).
Co roku w Wiązownie odbywa się półmaraton Wiązowski.

## Zespół pałacowo-parkowy
We wsi znajduje się zespół pałacowo-parkowy Lubomirskich, później Branickich, Potockich, Radziwiłłów, Mostowskich, Maltzhanów, Szlenkierów i Neumanów, powstały w XVIII w. 6 maja 1809 roku książę Józef Poniatowski ogłosił tu odezwę „Do Polaków w zaborze austriackim”. Walory zespołu pałacowo-dworskiego były inspiracją do opisów z powieści „Trędowata” Heleny Mniszkówny, a w latach 30. XX wieku kręcono tu sceny do znanych obrazów polskiego kina, takich jak „Ułan księcia Józefa” i „Trędowata”. We wrześniu 1939 r. kwaterowała tu grupa operacyjna gen. Władysława Andersa. W czasie okupacji, w pałacu urzędowali Niemcy budujący okoliczne fortyfikacje. W czasach PRL gościło w jego murach wiele instytucji, m.in. szkoła rolnicza, ośrodek szkolenia ZMP, ośrodek kolonijny Urzędu Rady Ministrów. Po 1981 r. obiekt został przejęty przez Urząd Gminy. Znalazły się tu: ośrodek zdrowia, apteka i klasy szkoły podstawowej. W okresie transformacji lat 90., zespół pałacowo-parkowy przechodził w kolejne prywatne władania, m.in. w posiadanie firmy Polska Grupa Interim (2002). Pałac otacza park krajobrazowy o pow. 4,5 ha, projektu Waleriana Kronenberga, z kilkoma pomnikowymi drzewami (m.in. dąb szypułkowy o obwodzie 557 cm i wysokości 25 m).
1 stycznia 2014 do Wiązowny przyłączono sąsiednią Wiązownę Kościelną, w tym jej integralne części: Annopol, Piekło, Płachta i Zdroja.

## Kościół pod wezwaniem św. Wojciecha
Kościół parafialny pw. św. Wojciecha powstał z fundacji właścicielki dóbr wiązowskich, miecznikowej litewskiej Marii z Lubomirskich Radziwiłłowej. Budynek został oddany do użytku w 1797 roku. Stanął na miejscu dawnego drewnianego kościółka, wzniesionego w 1580 roku z fundacji starosty czerskiego Wojciecha Radzymińskiego. Nawa główna jest trójprzęsłowa, o rzucie prostokąta i o ściętych wewnątrz narożach. Od zachodu przylega do niej kruchta z chórem, od wschodu natomiast, węższe prezbiterium. Na ścianie frontowej znajduje się monumentalny, czterokolumnowy portyk joński, zwieńczony trójkątnym szczytem z okiem opatrzności. Na prawej ścianie od strony południowej, znajduje się namalowany w 1793 roku przez Franciszka Smuglewicza obraz „Ukrzyżowanie”, który ufundowała Maria z Lubomirskich Radziwłłowa.

## Transport
Przez Wiązownę przebiega droga wojewódzka nr 721 (Duchnów – Józefów – Konstancin-Jeziorna – Piaseczno – Nadarzyn), natomiast obwodnicą przebiega droga krajowa nr 17 (Warszawa – Garwolin – Lublin – Zamość – Hrebenne).
Przez miejscowość przebiegają linie podmiejskie warszawskiego Zarządu Transportu Miejskiego:
| Linia | Rodzaj linii     | Pętla początkowa | Pętla końcowa    | Częstotliwość (szczyt/międzyszczyt/sobota i święto) |
| ----- | ---------------- | ---------------- | ---------------- | --------------------------------------------------- |
| 720   | podmiejska stała | Wiatraczna       | Rzakta           | 90/120/150                                          |
| 722   | podmiejska stała | Wiatraczna       | Osiedle Radiówek | 30-90/180/60-120                                    |
| 730   | podmiejska stała | Wiatraczna       | Brzeziny         | 90/120/180                                          |